# Список астероїдів (1201—1300)
| Назва                           | Тимчасове позначення | Дата відкриття    | Місце відкриття                            | Відкривач                     |
| ------------------------------- | -------------------- | ----------------- | ------------------------------------------ | ----------------------------- |
| 1201 Стренуа (Strenua)          | 1931 RK              | 14 вересня 1931   | Обсерваторія Гейдельберг-Кеніґштуль        | К. В. Райнмут                 |
| 1202 Марина (Marina)            | 1931 RL              | 13 вересня 1931   | Сімеїз                                     | Григорій Неуймін              |
| 1203 Нанна (Nanna)              | 1931 TA              | 5 жовтня 1931     | Обсерваторія Гейдельберг-Кеніґштуль        | Макс Вольф                    |
| 1204 Рензія (Renzia)            | 1931 TE              | 6 жовтня 1931     | Обсерваторія Гейдельберг-Кеніґштуль        | К. В. Райнмут                 |
| 1205 Ебелла (Ebella)            | 1931 TB1             | 6 жовтня 1931     | Обсерваторія Гейдельберг-Кеніґштуль        | К. В. Райнмут                 |
| 1206 Нумеровія (Numerowia)      | 1931 UH              | 18 жовтня 1931    | Обсерваторія Гейдельберг-Кеніґштуль        | К. В. Райнмут                 |
| 1207 Остенія (Ostenia)          | 1931 VT              | 15 листопада 1931 | Обсерваторія Гейдельберг-Кеніґштуль        | К. В. Райнмут                 |
| 1208 Троілус (Troilus)          | 1931 YA              | 31 грудня 1931    | Обсерваторія Гейдельберг-Кеніґштуль        | К. В. Райнмут                 |
| 1209 Пумма (Pumma)              | 1927 HA              | 22 квітня 1927    | Обсерваторія Гейдельберг-Кеніґштуль        | К. В. Райнмут                 |
| 1210 Моросовія (Morosovia)      | 1931 LB              | 6 червня 1931     | Сімеїз                                     | Григорій Неуймін              |
| 1211 Брессоль (Bressole)        | 1931 XA              | 2 грудня 1931     | Алжирська обсерваторія                     | Луї Буаєр                     |
| 1212 Франчетта (Francette)      | 1931 XC              | 3 грудня 1931     | Алжирська обсерваторія                     | Луї Буаєр                     |
| 1213 Алжир (Algeria)            | 1931 XD              | 5 грудня 1931     | Алжирська обсерваторія                     | Ґ. Рейсс                      |
| 1214 Рішільд (Richilde)         | 1932 AA              | 1 січня 1932      | Обсерваторія Гейдельберг-Кеніґштуль        | Макс Вольф                    |
| 1215 Бойєр (Boyer)              | 1932 BA              | 19 січня 1932     | Алжирська обсерваторія                     | Альфред Шмітт                 |
| 1216 Асканія (Askania)          | 1932 BL              | 29 січня 1932     | Обсерваторія Гейдельберг-Кеніґштуль        | К. В. Райнмут                 |
| 1217 Максиміліана (Maximiliana) | 1932 EC              | 13 березня 1932   | Королівська обсерваторія Бельгії           | Ежен Жозеф Дельпорт           |
| 1218 Астер (Aster)              | 1932 BJ              | 29 січня 1932     | Обсерваторія Гейдельберг-Кеніґштуль        | К. В. Райнмут                 |
| 1219 Брітта (Britta)            | 1932 CJ              | 6 лютого 1932     | Обсерваторія Гейдельберг-Кеніґштуль        | Макс Вольф                    |
| 1220 Крокус (Crocus)            | 1932 CU              | 11 лютого 1932    | Обсерваторія Гейдельберг-Кеніґштуль        | К. В. Райнмут                 |
| 1221 Амур (Amor)                | 1932 EA1             | 12 березня 1932   |                                            |                               |
| 1222 Тіна (Tina)                | 1932 LA              | 11 червня 1932    | Королівська обсерваторія Бельгії           | Ежен Жозеф Дельпорт           |
| 1223 Neckar                     | 1931 TG              | 6 жовтня 1931     | Обсерваторія Гейдельберг-Кеніґштуль        | К. В. Райнмут                 |
| 1224 Фантазія (Fantasia)        | 1927 SD              | 29 серпня 1927    | Сімеїз                                     | Сергій Бєлявський, Ivanov, N. |
| 1225 Аріана (Ariane)            | 1930 HK              | 23 квітня 1930    | Республіканська обсерваторія Йоганнесбурга | Гендрік ван Ґент              |
| 1226 Ґолія (Golia)              | 1930 HL              | 22 квітня 1930    | Республіканська обсерваторія Йоганнесбурга | Гендрік ван Ґент              |
| 1227 Гераніум (Geranium)        | 1931 TD              | 5 жовтня 1931     | Обсерваторія Гейдельберг-Кеніґштуль        | К. В. Райнмут                 |
| 1228 Скабіоза (Scabiosa)        | 1931 TU              | 5 жовтня 1931     | Обсерваторія Гейдельберг-Кеніґштуль        | К. В. Райнмут                 |
| 1229 Тілія (Tilia)              | 1931 TP1             | 9 жовтня 1931     | Обсерваторія Гейдельберг-Кеніґштуль        | К. В. Райнмут                 |
| 1230 Райсія (Riceia)            | 1931 TX1             | 9 жовтня 1931     | Обсерваторія Гейдельберг-Кеніґштуль        | К. В. Райнмут                 |
| 1231 Аврікула (Auricula)        | 1931 TE2             | 10 жовтня 1931    | Обсерваторія Гейдельберг-Кеніґштуль        | К. В. Райнмут                 |
| 1232 Кортуза (Cortusa)          | 1931 TF2             | 10 жовтня 1931    | Обсерваторія Гейдельберг-Кеніґштуль        | К. В. Райнмут                 |
| 1233 Кобресія (Kobresia)        | 1931 TG2             | 10 жовтня 1931    | Обсерваторія Гейдельберг-Кеніґштуль        | К. В. Райнмут                 |
| 1234 Еліна (Elyna)              | 1931 UF              | 18 жовтня 1931    | Обсерваторія Гейдельберг-Кеніґштуль        | К. В. Райнмут                 |
| 1235 Шоррія (Schorria)          | 1931 UJ              | 18 жовтня 1931    | Обсерваторія Гейдельберг-Кеніґштуль        | Карл Рейнмут                  |
| 1236 Таїс (Thais)               | 1931 VX              | 6 листопада 1931  | Сімеїз                                     | Григорій Неуймін              |
| 1237 Женев'єва (Genevieve)      | 1931 XB              | 2 грудня 1931     | Алжирська обсерваторія                     | Ґ. Рейсс                      |
| 1238 Предаппія (Predappia)      | 1932 CA              | 4 лютого 1932     | Туринська обсерваторія                     | Луїджі Вольта                 |
| 1239 Кетлета (Queteleta)        | 1932 CB              | 4 лютого 1932     | Королівська обсерваторія Бельгії           | Ежен Жозеф Дельпорт           |
| 1240 Сентенарія (Centenaria)    | 1932 CD              | 5 лютого 1932     | Гамбурзька обсерваторія                    | Ріхард Шорр                   |
| 1241 Дізона (Dysona)            | 1932 EB1             | 4 березня 1932    | Республіканська обсерваторія Йоганнесбурга | Гарі Едвін Вуд                |
| 1242 Замбезія (Zambesia)        | 1932 HL              | 28 квітня 1932    | Республіканська обсерваторія Йоганнесбурга | Сиріл Джексон                 |
| 1243 Памела (Pamela)            | 1932 JE              | 7 травня 1932     | Республіканська обсерваторія Йоганнесбурга | Сиріл Джексон                 |
| 1244 Дейра (Deira)              | 1932 KE              | 25 травня 1932    | Республіканська обсерваторія Йоганнесбурга | Сиріл Джексон                 |
| 1245 Кальвінія (Calvinia)       | 1932 KF              | 26 травня 1932    | Республіканська обсерваторія Йоганнесбурга | Сиріл Джексон                 |
| 1246 Чака (Chaka)               | 1932 OA              | 23 липня 1932     | Республіканська обсерваторія Йоганнесбурга | Сиріл Джексон                 |
| 1247 Меморія (Memoria)          | 1932 QA              | 30 серпня 1932    | Королівська обсерваторія Бельгії           | Марґеріт Ложьє                |
| 1248 Югурта (Jugurtha)          | 1932 RO              | 1 вересня 1932    | Республіканська обсерваторія Йоганнесбурга | Сиріл Джексон                 |
| 1249 Резерфордія (Rutherfordia) | 1932 VB              | 4 листопада 1932  | Обсерваторія Гейдельберг-Кеніґштуль        | К. В. Райнмут                 |
| 1250 Ґалантус (Galanthus)       | 1933 BD              | 25 січня 1933     | Обсерваторія Гейдельберг-Кеніґштуль        | К. В. Райнмут                 |
| 1251 Хедера (Hedera)            | 1933 BE              | 25 січня 1933     | Обсерваторія Гейдельберг-Кеніґштуль        | К. В. Райнмут                 |
| 1252 Селестія (Celestia)        | 1933 DG              | 19 лютого 1933    | Обсерваторія Ок-Ридж                       | Фред Лоуренс Віппл            |
| 1253 Фризія (Frisia)            | 1931 TV1             | 9 жовтня 1931     | Обсерваторія Гейдельберг-Кеніґштуль        | К. В. Райнмут                 |
| 1254 Ерфордія (Erfordia)        | 1932 JA              | 10 травня 1932    | Обсерваторія Ла-Плата                      | Йоганнес Франц Гартман        |
| 1255 Жилова (Schilowa)          | 1932 NC              | 8 липня 1932      | Сімеїз                                     | Григорій Неуймін              |
| 1256 Норманнія (Normannia)      | 1932 PD              | 8 серпня 1932     | Обсерваторія Гейдельберг-Кеніґштуль        | К. В. Райнмут                 |
| 1257 Мора (Mora)                | 1932 PE              | 8 серпня 1932     | Обсерваторія Гейдельберг-Кеніґштуль        | К. В. Райнмут                 |
| 1258 Сицилія (Sicilia)          | 1932 PG              | 8 серпня 1932     | Обсерваторія Гейдельберг-Кеніґштуль        | К. В. Райнмут                 |
| 1259 Одьялла (Ogyalla)          | 1933 BT              | 29 січня 1933     | Обсерваторія Гейдельберг-Кеніґштуль        | К. В. Райнмут                 |
| 1260 Валгалла (Walhalla)        | 1933 BW              | 29 січня 1933     | Обсерваторія Гейдельберг-Кеніґштуль        | К. В. Райнмут                 |
| 1261 Леґія (Legia)              | 1933 FB              | 23 березня 1933   | Королівська обсерваторія Бельгії           | Ежен Жозеф Дельпорт           |
| 1262 Снядецкія (Sniadeckia)     | 1933 FE              | 23 березня 1933   | Королівська обсерваторія Бельгії           | Сильвен Арен                  |
| 1263 Варсавія (Varsavia)        | 1933 FF              | 23 березня 1933   | Королівська обсерваторія Бельгії           | Сильвен Арен                  |
| 1264 Летаба (Letaba)            | 1933 HG              | 21 квітня 1933    | Республіканська обсерваторія Йоганнесбурга | Сиріл Джексон                 |
| 1265 Швайкарда (Schweikarda)    | 1911 MV              | 18 жовтня 1911    | Обсерваторія Гейдельберг-Кеніґштуль        | Франц Кайзер                  |
| 1266 Тоне (Tone)                | 1927 BD              | 23 січня 1927     | Токіо                                      | Окуро Оїкава                  |
| 1267 Джиртруда (Geertruida)     | 1930 HD              | 23 квітня 1930    | Республіканська обсерваторія Йоганнесбурга | Гендрік ван Ґент              |
| 1268 Лівія (Libya)              | 1930 HJ              | 29 квітня 1930    | Республіканська обсерваторія Йоганнесбурга | Сиріл Джексон                 |
| 1269 Роландіа (Rollandia)       | 1930 SH              | 20 вересня 1930   | Сімеїз                                     | Григорій Неуймін              |
| 1270 Датура (Datura)            | 1930 YE              | 17 грудня 1930    | Вільямс Бей                                | Джордж Ван-Бісбрук            |
| 1271 Ісергіна (Isergina)        | 1931 TN              | 10 жовтня 1931    | Сімеїз                                     | Григорій Неуймін              |
| 1272 Ґефіон (Gefion)            | 1931 TZ1             | 10 жовтня 1931    | Обсерваторія Гейдельберг-Кеніґштуль        | К. В. Райнмут                 |
| 1273 Гельма (Helma)             | 1932 PF              | 8 серпня 1932     | Обсерваторія Гейдельберг-Кеніґштуль        | К. В. Райнмут                 |
| 1274 Делпортіа (Delportia)      | 1932 WC              | 28 листопада 1932 | Королівська обсерваторія Бельгії           | Ежен Жозеф Дельпорт           |
| 1275 Сімбрія (Cimbria)          | 1932 WG              | 30 листопада 1932 | Обсерваторія Гейдельберг-Кеніґштуль        | К. В. Райнмут                 |
| 1276 Уккелія (Ucclia)           | 1933 BA              | 24 січня 1933     | Королівська обсерваторія Бельгії           | Ежен Жозеф Дельпорт           |
| 1277 Долорес (Dolores)          | 1933 HA              | 18 квітня 1933    | Сімеїз                                     | Григорій Неуймін              |
| 1278 Кенія (Kenya)              | 1933 LA              | 15 червня 1933    | Республіканська обсерваторія Йоганнесбурга | Сиріл Джексон                 |
| 1279 Уганда (Uganda)            | 1933 LB              | 15 червня 1933    | Республіканська обсерваторія Йоганнесбурга | Сиріл Джексон                 |
| 1280 Байллауда (Baillauda)      | 1933 QB              | 18 серпня 1933    | Королівська обсерваторія Бельгії           | Ежен Жозеф Дельпорт           |
| 1281 Джоан (Jeanne)             | 1933 QJ              | 25 серпня 1933    | Королівська обсерваторія Бельгії           | Сильвен Арен                  |
| 1282 Утопія (Utopia)            | 1933 QM1             | 17 серпня 1933    | Республіканська обсерваторія Йоганнесбурга | Сиріл Джексон                 |
| 1283 Комсомолія (Komsomolia)    | 1925 SC              | 25 вересня 1925   | Сімеїз                                     | Альбицький В.О.               |
| 1284 Латвія (Latvia)            | 1933 OP              | 27 липня 1933     | Обсерваторія Гейдельберг-Кеніґштуль        | К. В. Райнмут                 |
| 1285 Джульєтта (Julietta)       | 1933 QF              | 21 серпня 1933    | Королівська обсерваторія Бельгії           | Ежен Жозеф Дельпорт           |
| 1286 Банахевича (Banachiewicza) | 1933 QH              | 25 серпня 1933    | Королівська обсерваторія Бельгії           | Сильвен Арен                  |
| 1287 Лорсія (Lorcia)            | 1933 QL              | 25 серпня 1933    | Королівська обсерваторія Бельгії           | Сильвен Арен                  |
| 1288 Санта (Santa)              | 1933 QM              | 26 серпня 1933    | Королівська обсерваторія Бельгії           | Ежен Жозеф Дельпорт           |
| 1289 Кутаїсі (Kutaissi)         | 1933 QR              | 19 серпня 1933    | Сімеїз                                     | Григорій Неуймін              |
| 1290 Альбертіна (Albertine)     | 1933 QL1             | 21 серпня 1933    | Королівська обсерваторія Бельгії           | Ежен Жозеф Дельпорт           |
| 1291 Фріна (Phryne)             | 1933 RA              | 15 вересня 1933   | Королівська обсерваторія Бельгії           | Ежен Жозеф Дельпорт           |
| 1292 Люсе (Luce)                | 1933 SH              | 17 вересня 1933   | Королівська обсерваторія Бельгії           | Фернан Ріґо                   |
| 1293 Соня (Sonja)               | 1933 SO              | 26 вересня 1933   | Королівська обсерваторія Бельгії           | Ежен Жозеф Дельпорт           |
| 1294 Антверпія (Antwerpia)      | 1933 UB1             | 24 жовтня 1933    | Королівська обсерваторія Бельгії           | Ежен Жозеф Дельпорт           |
| 1295 Дефлотта (Deflotte)        | 1933 WD              | 25 листопада 1933 | Алжирська обсерваторія                     | Луї Буаєр                     |
| 1296 Андре (Andree)             | 1933 WE              | 25 листопада 1933 | Алжирська обсерваторія                     | Луї Буаєр                     |
| 1297 Кадея (Quadea)             | 1934 AD              | 7 січня 1934      | Обсерваторія Гейдельберг-Кеніґштуль        | К. В. Райнмут                 |
| 1298 Ноктурна (Nocturna)        | 1934 AE              | 7 січня 1934      | Обсерваторія Гейдельберг-Кеніґштуль        | К. В. Райнмут                 |
| 1299 Мертона (Mertona)          | 1934 BA              | 18 січня 1934     | Алжирська обсерваторія                     | Ґ. Рейсс                      |
| 1300 Марсель (Marcelle)         | 1934 CL              | 10 лютого 1934    | Алжирська обсерваторія                     | Ґ. Рейсс                      |

| Астероїди 1—10000 → |           |           |           |           |           |           |           |           |            |
| 1—100               | 1001—1100 | 2001—2100 | 3001—3100 | 4001—4100 | 5001—5100 | 6001—6100 | 7001—7100 | 8001—8100 | 9001—9100  |
| 101—200             | 1101—1200 | 2101—2200 | 3101—3200 | 4101—4200 | 5101—5200 | 6101—6200 | 7101—7200 | 8101—8200 | 9101—9200  |
| 201—300             | 1201—1300 | 2201—2300 | 3201—3300 | 4201—4300 | 5201—5300 | 6201—6300 | 7201—7300 | 8201—8300 | 9201—9300  |
| 301—400             | 1301—1400 | 2301—2400 | 3301—3400 | 4301—4400 | 5301—5400 | 6301—6400 | 7301—7400 | 8301—8400 | 9301—9400  |
| 401—500             | 1401—1500 | 2401—2500 | 3401—3500 | 4401—4500 | 5401—5500 | 6401—6500 | 7401—7500 | 8401—8500 | 9401—9500  |
| 501—600             | 1501—1600 | 2501—2600 | 3501—3600 | 4501—4600 | 5501—5600 | 6501—6600 | 7501—7600 | 8501—8600 | 9501—9600  |
| 601—700             | 1601—1700 | 2601—2700 | 3601—3700 | 4601—4700 | 5601—5700 | 6601—6700 | 7601—7700 | 8601—8700 | 9601—9700  |
| 701—800             | 1701—1800 | 2701—2800 | 3701—3800 | 4701—4800 | 5701—5800 | 6701—6800 | 7701—7800 | 8701—8800 | 9701—9800  |
| 801—900             | 1801—1900 | 2801—2900 | 3801—3900 | 4801—4900 | 5801—5900 | 6801—6900 | 7801—7900 | 8801—8900 | 9801—9900  |
| 901—1000            | 1901—2000 | 2901—3000 | 3901—4000 | 4901—5000 | 5901—6000 | 6901—7000 | 7901—8000 | 8901—9000 | 9901—10000 |